# 第一代什魯斯伯里公爵查爾斯·塔爾博特
查爾斯·塔爾博特（英語：Charles Talbot1660年7月24日—1718年2月1日），第一代什魯斯伯里公爵，1688年邀請威廉三世接下英國王位並促成光榮革命的「不朽七人」（the Immortal Seven）之一。
查爾斯·塔爾博特於1668年繼承父親法蘭西斯·塔爾博特成為第十二代什魯斯伯里伯爵。光榮革命後，查爾斯·塔爾博特於1694年獲得晉升為什魯斯伯里公爵，1710年至1715年擔任宮務大臣、1713年至1714年擔任愛爾蘭總督。